# Refugi de Cabana Sorda
Il refugi de Cabana Sorda è un rifugio alpino che si trova nella parrocchia di Canillo a 2.250 m d'altezza.

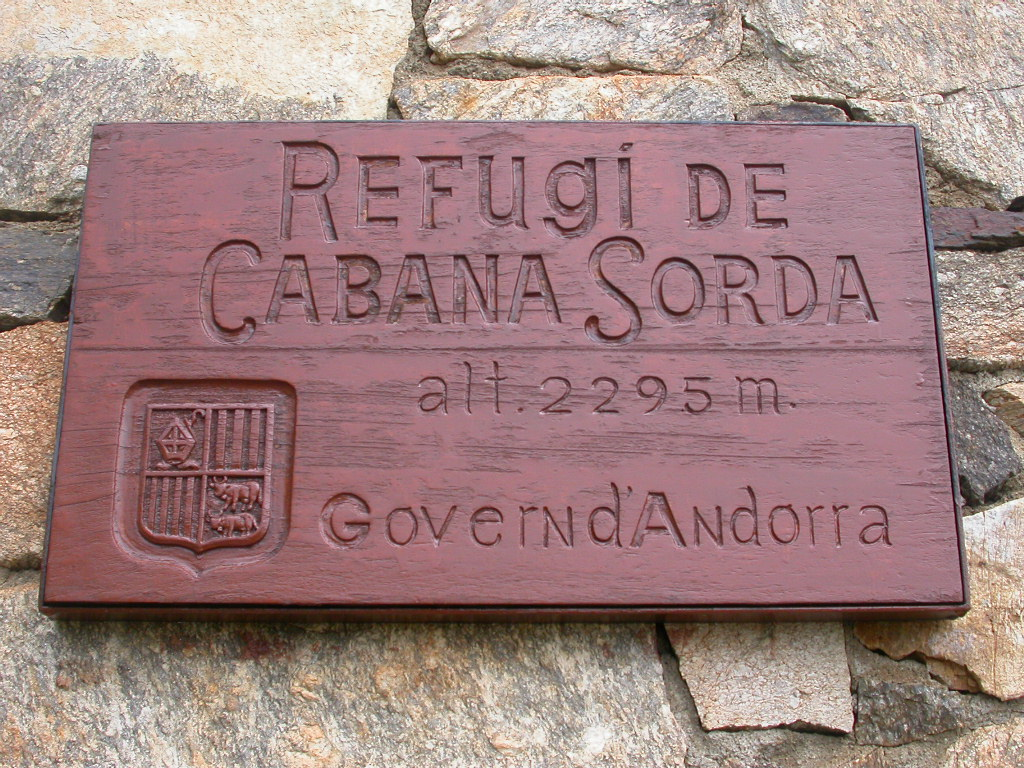
Placca esterna.

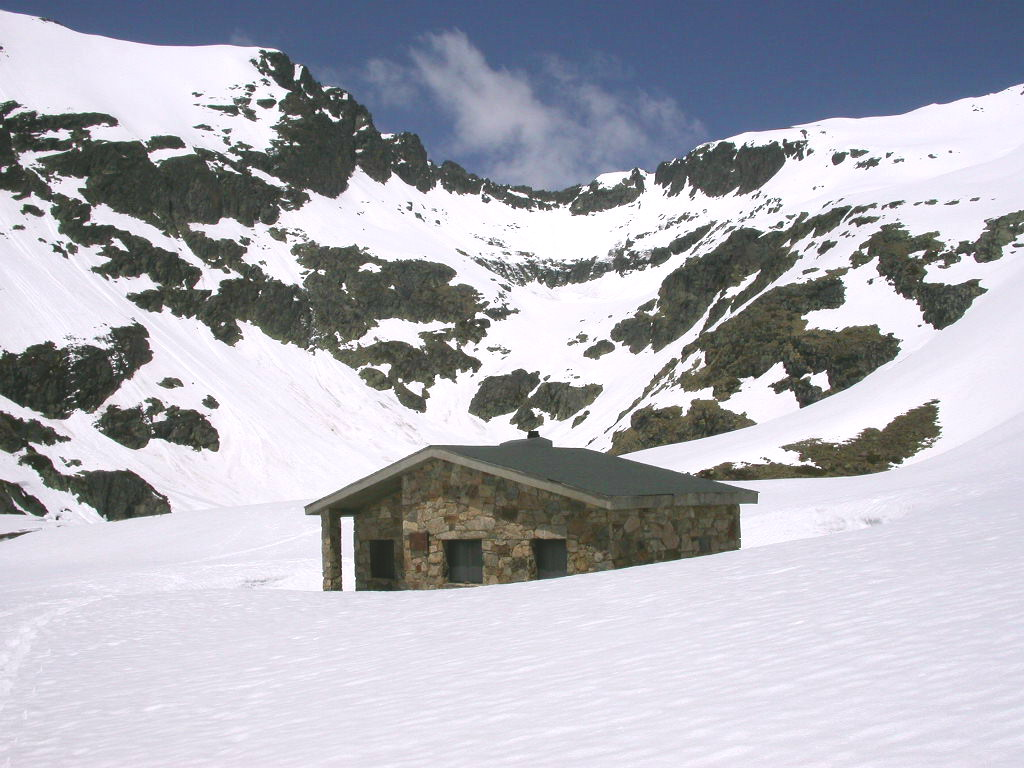
Il Refugi de Cabana Sorda dopo un'abbondante nevicata.